# ADGZ
ADGZ a fost o mașină blindată grea folosită inițial de către armata austriacă, apoi de către Germania nazistă. 

## Proiectare
Vehiculul a fost proiectat în 1934, fiind livrat armatei austriece între anii 1935 și 1937. Mașina putea fi condusă din ambele părți; nu exista o parte posterioară și o parte anterioară. Producția în masă a fost luată în considerare, însă Anschlussul (anexarea Austriei de către Germania nazistă) din 1938 a făcut imposibil acest lucru. Denumirea oficială în inventarul armatei era M35 Mittlere Panzerwagen. 12 vehicule erau utilizate de către armată, iar 15 erau folosite de către jandarmerie și poliție. După anexare, armata germană a preluat toate vehiculele fabricate până atunci.
În 1941, Steyr a primit o comandă pentru fabricarea a încă 25 de vehicule din partea Reichsführer-SS. Acestea au fost livrate trupelor SS în 1942.

## Utilizare
ADGZ a fost folosit de către unitatea SS „Heimwehr Danzig” în septembrie 1939 în timpul asediului orașului Danzig (astăzi, Gdansk). Cele 25 de mașini blindate comandate în 1941 au fost folosite de trupele SS pentru lupta contra partizanilor pe Frontul de Răsărit și în Balcani.